# Лашев (Лодзинське воєводство)
Лашев (пол. Łaszew) — село в Польщі, у гміні Вешхляс Велюнського повіту Лодзинського воєводства.
Населення — 199 осіб (2011).
У 1975-1998 роках село належало до Серадзького воєводства.

## Демографія
Демографічна структура станом на 31 березня 2011 року:
|          | Загалом | Допрацездатний вік | Працездатний вік | Постпрацездатний вік |
| -------- | ------- | ------------------ | ---------------- | -------------------- |
| Чоловіки | 90      | 20                 | 59               | 11                   |
| Жінки    | 109     | 26                 | 52               | 31                   |
| Разом    | 199     | 46                 | 111              | 42                   |